# Élections régionales de 2009 en Hesse
Les élections régionales de 2009 en Hesse (en allemand : Landtagswahl in Hessen 2009) se tiennent le 18 janvier 2009, afin d'élire les 110 députés de la 18e législature du Landtag, pour un mandat de cinq ans. En vertu de la loi électorale, 118 députés sont finalement élus.
Le scrutin est marqué par une nouvelle victoire de la CDU, un effondrement du SPD à son plus bas historique en Hesse, et une percée du FDP. Le ministre-président Roland Koch est alors investi pour un troisième mandat à la tête d'une « coalition noire-jaune ».

## Contexte
Aux élections régionales du 27 janvier 2008, la CDU du ministre-président Roland Koch, au pouvoir depuis 1999 essuie un sérieux revers en rassemblant 36,8 % des voix, soit 12 points de moins qu'en 2003, et 46 députés sur 110.
Parallèlement, le SPD d'Andrea Ypsilanti rate de peu la place de premier parti du Land avec 36,7 % des suffrages, soit une hausse de sept points, et 46 élus. Le FDP de Jörg-Uwe Hahn, partenaire traditionnel de la CDU, prend la troisième place en totalisant 9,4 % des exprimés, ce qui lui accorde 11 sièges. Il est suivi des Grünen de Tarek Al-Wazir et  Kordula Schulz-Asche, qui passent donc à la quatrième place en réunissant 7,5 % des voix et neuf parlementaires. Enfin, la Linke, nouveau parti de la gauche radicale, parvient de justesse à faire son entrée au Landtag avec 5,1 % des suffrages, soit six députés.
Alors qu'aucune « coalition noire-jaune » ou « coalition rouge-verte » ne permet d'atteindre la majorité absolue, la formation d'une « grande coalition » est écartée. Le 4 mars, un mois avant l'ouverture des travaux du Landtag, Ypsilanti annonce qu'elle ne constituera pas de « coalition rouge-rouge-verte » mais qu'elle est parvenue à un accord en vue de former un cabinet rouge-vert minoritaire toléré par la Linke, selon le « modèle de Magdebourg ». Toutefois, après qu'un député du SPD annonce qu'il ne soutient pas cette option, la laissant donc avec le soutien de l'exacte majorité absolue, elle renonce à postuler au vote d'investiture.
Ainsi à partir de la séance inaugurale de la 17e législature, Koch et son cabinet assurent la gestion des affaires courantes. C'est la troisième fois qu'une telle situation se produit, après les blocages issus des résultats électoraux de 1982 et 1983.
Ne renonçant pas à sa volonté de prendre la suite de Koch, Ypsilanti convoque de nombreuses conférences régionales afin de sonder les militants du Parti social-démocrate. Il ressort de ces échanges que la base soutient majoritairement la stratégie initiale d'un gouvernement d'union avec l'Alliance 90 / Les Verts bénéficiant du soutien sans participation de Die Linke. Lors d'un congrès organisé le 1er novembre 2008, plus de neuf mois après le scrutin, les dirigeants du SPD valident cette proposition. Alors que l'investiture est programmée au 4 novembre, trois députés sociaux-démocrates annoncent la veille qu'ils ne soutiendront pas la candidature d'Andrea Ypsilanti. Se soumettant tout de même au vote, elle échoue par 53 voix pour et 57 voix contre.
Alors que tous les partis s'accordent pour convoquer de nouvelles élections et dissoudre le Landtag, la chef de file du Parti social-démocrate renonce à une nouvelle candidature. Elle est remplacée le 8 novembre par Thorsten Schäfer-Gümbel. Les députés votent 11 jours plus tard la dissolution de l'assemblée par 99 voix pour.

## Mode de scrutin
Le Landtag est constitué de 110 députés (en allemand : Mitglied des Landtags, MdL), élus pour une législature de quatre ans au suffrage universel direct et suivant le scrutin proportionnel de Hare.
Chaque électeur dispose de deux voix : la première (en allemand : Wahlkreisstimme) lui permet de voter pour un candidat de sa circonscription selon les modalités du scrutin uninominal majoritaire à un tour, le Land comptant un total de 55 circonscriptions ; la seconde voix (en allemand : Landesstimme) lui permet de voter en faveur d'une liste de candidats présentée par un parti au niveau du Land.
Lors du dépouillement, l'intégralité des 110 sièges est répartie à la proportionnelle sur la base des secondes voix uniquement, à condition qu'un parti ait remporté 5 % des voix au niveau du Land. Si un parti a remporté des mandats au scrutin uninominal, ses sièges sont d'abord pourvus par ceux-ci.
Dans le cas où un parti obtient plus de mandats au scrutin uninominal que la proportionnelle ne lui en attribue, la taille du Landtag est augmentée jusqu'à rétablir la proportionnalité.

## Campagne

### Principaux partis
| Parti | Parti                                                                              | Chef de file                     | Résultat en 2008           |
| ----- | ---------------------------------------------------------------------------------- | -------------------------------- | -------------------------- |
|       | Union chrétienne-démocrate d'Allemagne Christlich Demokratische Union Deutschlands | Roland Koch (Ministre-président) | 36,8 % des voix 46 députés |
|       | Parti social-démocrate d'Allemagne Sozialdemokratische Partei Deutschlands         | Thorsten Schäfer-Gümbel          | 36,7 % des voix 46 députés |
|       | Alliance 90 / Les Verts Bündnis90/Die Grünen                                       | Tarek Al-Wazir                   | 9,4 % des voix 11 députés  |
|       | Parti libéral-démocrate Freie Demokratische Partei                                 | Jörg-Uwe Hahn                    | 7,5 % des voix 9 députés   |
|       | Die Linke                                                                          | Willi van Ooyen                  | 5,1 % des voix 6 députés   |

### Sondages
| Institut                | Date       | CDU    | SPD    | Verts | FDP   | Linke |
| ----------------------- | ---------- | ------ | ------ | ----- | ----- | ----- |
| Institut                | Date       |        |        |       |       |       |
| Forsa                   | 14/01/2009 | 41 %   | 24 %   | 13 %  | 15 %  | 4 %   |
| Forschungsgruppe Wahlen | 10/01/2009 | 41 %   | 25 %   | 13 %  | 13 %  | 5 %   |
| Infratest dimap         | 08/01/2009 | 42 %   | 24 %   | 13 %  | 13 %  | 5 %   |
| GMS                     | 19/12/2008 | 41 %   | 25 %   | 13 %  | 13 %  | 5 %   |
| Emnid                   | 18/12/2008 | 43 %   | 24 %   | 11 %  | 13 %  | 5 %   |
| Forsa                   | 16/12/2008 | 42 %   | 23 %   | 12 %  | 13 %  | 6 %   |
| Forschungsgruppe Wahlen | 05/12/2008 | 41 %   | 26 %   | 12 %  | 12 %  | 5 %   |
| Forsa                   | 04/12/2008 | 41 %   | 23 %   | 14 %  | 13 %  | 6 %   |
| Dernières élections     | 27/01/2008 | 36,8 % | 36,7 % | 9,4 % | 7,5 % | 5,1 % |

## Résultats

### Voix et sièges
|                                   | Union chrétienne-démocrate d'Allemagne (CDU) | Union chrétienne-démocrate d'Allemagne (CDU) | 1 083 174 | 41,98 | 46        | 18            | 963 763   | 37,18 | 0  | 46  | 4             |  |  |  |
|                                   | Parti social-démocrate d'Allemagne (SPD)     | Parti social-démocrate d'Allemagne (SPD)     | 767 068   | 29,73 | 9         | 18            | 614 648   | 23,71 | 20 | 29  | 13            |  |  |  |
|                                   | Parti libéral-démocrate (FDP)                | Parti libéral-démocrate (FDP)                | 304 755   | 11,81 | 0         | en stagnation | 420 426   | 16,22 | 20 | 20  | 9             |  |  |  |
|                                   | Alliance 90 / Les Verts (Grünen)             | Alliance 90 / Les Verts (Grünen)             | 274 492   | 10,64 | 0         | en stagnation | 356 040   | 13,74 | 17 | 17  | 8             |  |  |  |
|                                   | Die Linke (Linke)                            | Die Linke (Linke)                            | 117 300   | 4,55  | 0         | en stagnation | 139 074   | 5,37  | 6  | 6   | en stagnation |  |  |  |
|                                   | Électeurs libres (FW)                        | Électeurs libres (FW)                        | 3 997     | 0,15  | 0         | en stagnation | 42 153    | 1,63  | 0  | 0   | en stagnation |  |  |  |
|                                   | Parti national-démocrate d'Allemagne (NPD)   | Parti national-démocrate d'Allemagne (NPD)   | 18 898    | 0,73  | 0         | en stagnation | 22 172    | 0,86  | 0  | 0   | en stagnation |  |  |  |
|                                   | Les Républicains (REP)                       | Les Républicains (REP)                       | 7 685     | 0,30  | 0         | en stagnation | 15 664    | 0,60  | 0  | 0   | en stagnation |  |  |  |
|                                   | Parti des pirates (PIRATEN)                  | Parti des pirates (PIRATEN)                  |           |       |           |               | 13 796    | 0,53  | 0  | 0   | en stagnation |  |  |  |
|                                   | Autres                                       | Autres                                       | 3 055     | 0,12  | 0         | en stagnation | 4 136     | 0,16  | 0  | 0   | en stagnation |  |  |  |
|                                   |                                              |                                              |           |       |           |               |           |       |    |     |               |  |  |  |
| Votes valides                     | Votes valides                                | Votes valides                                | 2 580 424 | 96,63 |           |               | 2 591 872 | 97,06 |    |     |               |  |  |  |
| Votes blancs et nuls              | Votes blancs et nuls                         | Votes blancs et nuls                         | 89 961    | 3,37  | 78 513    | 2,94          |           |       |    |     |               |  |  |  |
| Total                             | Total                                        | Total                                        | 2 670 385 | 100   | 55        | en stagnation | 2 670 385 | 100   | 63 | 118 | 8             |  |  |  |
| Abstentions                       | Abstentions                                  | Abstentions                                  | 1 704 901 | 35,68 |           |               | 1 704 901 | 35,68 |    |     |               |  |  |  |
| Nombre d'inscrits / participation | Nombre d'inscrits / participation            | Nombre d'inscrits / participation            | 4 375 286 | 61,03 | 4 375 286 | 61,03         |           |       |    |     |               |  |  |  |

### Analyse
Si la CDU du ministre-président Roland Koch reste stable par rapport à 2008, elle réalise un score moins élevé qu'annoncé par les sondages. Le SPD s'effondre lui complètement, recueillant son plus mauvais résultat depuis la Seconde Guerre mondiale. Ce grave revers profite aussi bien au FDP, qui réalise son meilleur score régional depuis les élections de 1954, qu'aux Grünen, qui battent eux aussi leur record régional, datant de 1995. La crise politique de près d'un an ne porte pas préjudice à la Linke, qui maintient sa représentation parlementaire.

### Conséquences
Roland Koch est investi ministre-président pour un troisième mandat le 5 février 2009, à la tête d'une « coalition noire-jaune » dans laquelle Jörg-Uwe Hahn est vice-ministre-président et ministre de la Justice.